# ریان فریزر

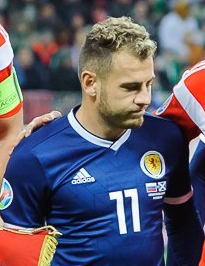
ریان فریزر - ۲۰۱۹

ریان فریزر (انگلیسی: Ryan Fraser؛ زادهٔ ۲۴ فوریهٔ ۱۹۹۴) بازیکن فوتبال اهل اسکاتلند است. که در باشگاه نیوکاسل یونایتد بازی می‌کند.